# Strip-Poker

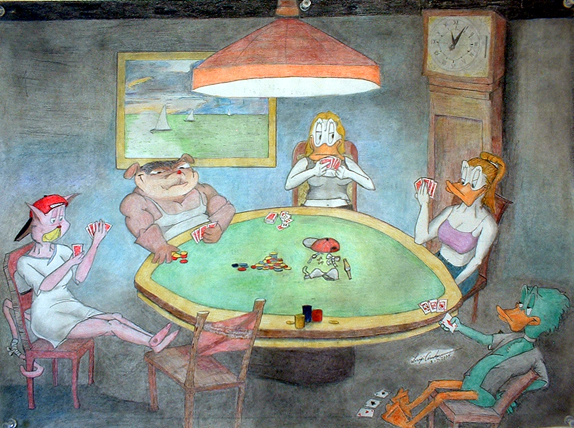
Zeichnung von Tieren beim Strip-Poker spielen

Der Strip-Poker ist eine Variante des Kartenspiels Poker, bei der als Spieleinsatz eigene Kleidungsstücke in dem Sinne als Vermögenswert angeboten werden, dass bei Spielverlust das eingesetzte Kleidungsstück vor allen Mitspielern abgelegt werden muss (englisch to strip, „(ab-)streifen“). In der Regel wird Strip-Poker mit einem Skat-Blatt aus 32 Karten gespielt, wobei es auch spezielle Blätter mit erotischen Illustrationen für das Spiel gibt.
Hier steht weniger die Technik und Spieltiefe des Kartenspiels Poker im Vordergrund, sondern der gemeinschaftliche Spaß (Erotik und/oder Schadenfreude), der mit der Entkleidung des Verlierers einhergeht. Daher sind solche Entkleidungsspiele auch mit anderen Glücksspielen möglich, z. B. beim Flaschendrehen.
Im Mai 2010 hat in Deutschland erstmals eine Meisterschaft im Strip-Poker stattgefunden. Turniere der „1. Deutschen Strip-Poker-Meisterschaft“ fanden in Köln, Dresden, Berlin und Hamburg statt. Ausrichter der Veranstaltung war Mapa, der Hersteller der deutschen Kondommarke Billy Boy.

## Computersimulationen
Strip-Poker wird auch umgesetzt als Computerspiel, das mit statischen oder bewegten (zumeist weiblichen) virtuellen Fotomodellen Mitspieler simuliert, welche bei Spielverlust ihre Kleidung ablegen. Die ersten Versionen solcher Spiele tauchten in den 1980er-Jahren für die damaligen Heimcomputer auf. Beispiele sind Artworx Strip Poker (1982), Hollywood Poker I (Golden Games) und Hollywood Poker Pro (reLINE Software).